# Hwang Mun-ki
Hwang Mun-ki (* 8. Dezember 1996 in Seoul) ist ein südkoreanischer Fußballspieler auf der Position eines Mittelfeldspielers. Seit 2015 steht er im Profiaufgebot von Académica de Coimbra mit Spielbetrieb in der Primeira Liga, der höchsten portugiesischen Fußballliga. In Portugal ist er vor allem unter dem Namen Ki bekannt.

## Karriere
Hwang Mun-ki wurde am 8. Dezember 1996 in der südkoreanischen Hauptstadt Seoul geboren und spielte unter anderem im Nachwuchsbereich des südkoreanischen Profiklubs Ulsan Hyundai. Als Mitglied dieses empfahl er sich im Jahre 2012 für die Teilnahme an der U-16-Fußball-Asienmeisterschaft 2012 im Iran, wo er mit der U-17-Auswahl Südkoreas erst knapp im Viertelfinale gegen den späteren Turniersieger Usbekistan ausschied. Als Teil der U-18-Mannschaft des Fußballfranchises aus Ulsan schaffte er den Sprung nach Europa, wo er vom portugiesischen Erstligisten Académica de Coimbra aufgenommen wurde. Hierbei kam er anfangs in der Saison 2014/15 ausschließlich für die Juniorenmannschaft zum Einsatz, wobei er es bei zwölf Ligaauftritten zu zwei Treffern brachte. Zu Beginn der darauffolgenden Saison 2015/16 unterschrieb er seinen ersten Profivertrag mit einer Laufzeit von vier Jahren bis Sommer 2019.
Sein Pflichtspieldebüt für die Portugiesen gab der Südkoreaner am 16. September 2015 im Taça-da-Liga-Spiel gegen den späteren Finalisten Marítimo Funchal. Im Spiel der Taça da Liga 2015/16 wurde er von Trainer José Viterbo von Beginn an eingesetzt und ab der 58. Minute durch Selim Bouadla ersetzt. Einen Monat später saß er beim Pokalspiel gegen die AD Sanjoanense uneingesetzt auf der Ersatzbank und schied mit der Mannschaft in der Taça de Portugal 2015/16 erst im Achtelfinale gegen den Ligakonkurrenten Boavista Porto vom laufenden Turnier aus. In weiterer Folge wurde er Anfang Dezember 2015 in die südkoreanische Olympiaauswahl (U-23) einberufen, um mit dieser an der Vorbereitung auf die U-23-Fußball-Asienmeisterschaft 2016 in Katar teilzunehmen. An der von 12. bis 30. Januar 2016 ausgetragenen Endrunde in Katar war er unter Shin Tae-yong nicht mehr Teil des 23-köpfigen Aufgebots und war bereits nach Portugal zurückgekehrt, als sein Heimatland erst im Finale den Japanern mit 2:3 unterlag.
Nachdem er davor seine gesamte Saison im Nachwuchskader verbracht hatte, saß der südkoreanische Mittelfeldakteur am 23. April 2016 bei einer 1:2-Niederlage gegen den FC Porto erstmals auch in der Liga ohne Einsatz auf der Bank. Drei Runden später kam er am 14. Mai 2016 im letzten Saisonspiel gegen den CD Tondela zu seinem ersten Ligaeinsatz, als er in der 65. Spielminute für den Brasilianer Ricardo Nascimento auf den Rasen kam. Als Letztplatzierter in der teils recht dichtgestaffelten Endtabelle stieg der Südkoreaner mit Académica de Coimbra in die portugiesische Zweitklassigkeit ab.